# Bugzilla
Bugzilla е web-базиран инструмент с общо предзначение за проследяване на дефекти (bugtracker), първоначално разработен и използван в проекта Mozilla. Разпространява се като софтуер с отворен код от Netscape Communications от 1998, Bugzilla се използва от различни организации като defect tracker за свободен и частен софтуер.
Bugzilla е лицензирана под Mozilla Public License.

## История
Оригиналът на Bugzilla е написан от Тери Уейсмън през 1998 г. за зараждащия се Mozilla.org проект, като приложение с отворен код за да смени тогава използваната система в Netscape Communications за проследяване на дефекти. Първоначално е написана на Tcl, но Тери решава да пренапише Bugzilla на Perl преди да я издаде като част от ранните идания на Netscape, с надеждата че повече хора ще са способни да допринесат към проекта му поради по-голямата популярност на Perl по това време.
Bugzilla 2.0 е резултатът от преминаването към Perl и е първата версия издадена към потребителите през анонимен CVS. През април 2000 г., Тери предава контрола на Bugzilla на Тара Хернандез. Под ръководството на Тара, някой от постоянните участници са принудени да поемат повече отговорности и разработката на Bugzilla става по колективно-ориентирана (community-driven). През юли 2001 г., поради заетостта и в други проекти в Netscape, Тара предава контрола на Дейв Милър, който все още е настоящ ръководител(по последни данни от юни 2007 г.).
Bugzilla 3.0 е пусната на 10 май 2007 г. и внася подобрен потребителски интерфейс (UI), XML-отдалечено извикване на процедури (XML-RPC), потребителски полета и решения, поддръжка на mod perl, подобрена поддръжка на UTF8 и други.

## Изисквания
Системните изисквания на Bugzilla включват:
- Съвместима СУБД;
- Подходяща версия на Perl 5;
- Съвместим web server;
- Подходящ mail transfer agent, или който и да е SMTP сървър.

Поддържаните СУБД са MySQL и PostgreSQL. Bugzilla обикновено се инсталира на Linux и използва Apache HTTP Server, но Microsoft IIS или който и да е Уеб сървър който поддържа [Common Gateway Interface|CGI]] може да се използва. Инсталацията на Bugzilla през командния ред минава през серия от етапи където се проверяват системните изисквания и софтуерната съвместимост.